# Paradoja del falso positivo
La paradoja del falso positivo es un resultado estadístico donde las pruebas con falsos positivos son más probables que resultados con positivos verdaderos, esto se produce cuando la población en general tiene una baja incidencia de una condición y la tasa de incidencia es inferior a la tasa de falsos positivos. La probabilidad de un resultado positivo de la prueba se determina no solo por la precisión de la prueba, sino también por las características de la población muestreada. Cuando la incidencia, la proporción de aquellos que tienen una condición dada, es más baja que la tasa de falso positivo de la prueba, incluso pruebas que tienen una muy baja probabilidad de dar un falso positivo en un caso individual, darán más falsos que verdaderos positivos en general. La paradoja ha sorprendido a la mayoría de la gente.
Esta paradoja es especialmente contraria a la intuición cuando se interpreta un resultado positivo en una prueba para una condición con baja incidencia en la población después de haber obtenido resultados positivos de una población con alta incidencia. Si la tasa de falsos positivos de la prueba es mayor que la proporción de la nueva población con la condición, entonces un administrador de la prueba cuya experiencia se haya obtenido a partir de las pruebas en una población de alta incidencia puede concluir por experiencia que un resultado positivo generalmente indica verdadero positivo, cuando en realidad es mucho más probable que se haya producido un falso positivo.
No ajustarse a la escasez de la condición en la nueva población, y la conclusión de que un resultado positivo de la prueba indica probablemente un tema positivo, a pesar de que la incidencia de la población está por debajo de la tasa de falsos positivos es una "falacia de la frecuencia base".

## Ejemplo

### Población de alta incidencia
Imagínese que ejecuta una prueba de VIH en la población A de 1000 personas, de las cuales el 40% están infectados. La prueba tiene una tasa de falsos positivos del 5% (0,05) y no hay tasa de falsos negativos. El resultado que se espera de las pruebas en 1000 la población Una sería la siguiente:
Infectado y prueba indica la enfermedad ( verdaderos positivos )
1000 × 40/100 = 400 personas recibirían un verdadero positivo
la enfermedad no infectada y prueba indica (falso positivo)
1000 x 100 - 40/100 × 0,05 = 30 personas recibirían un falso positivo
Las pruebas restantes 570 están correctamente negativo.
Por lo tanto, en la población A, una persona que recibe un resultado positivo podría ser más del 93% de confianza (400/30 + 400) que indica correctamente la infección.

### Población de baja incidencia
Ahora considere la misma prueba aplicada a la población B , en la que sólo el 2% está infectado. El resultado esperado de 1000 pruebas en la población B sería:
Infectado y prueba indica enfermedad ( verdadero positivo )
1000 × 2/100 = 20 personas recibirían un verdadero positivo
No infectado y prueba indica enfermedad (falso positivo)
1000 × 100 - 2/100 × 0,05 = 49 personas recibirían un falso positivo
Las 931 pruebas restantes son correctamente negativas.
En la población B, sólo 20 de las 69 personas totales con un resultado positivo de la prueba están realmente infectadas. Por lo tanto, la probabilidad de que realmente se infecte después de una se le dice que uno está infectado es sólo el 29% ( 20/20 + 49 ) para una prueba que de otra manera parece ser "95% de precisión".
Un examinador con experiencia del grupo A podría encontrar una paradoja que en el grupo B , un resultado que normalmente había indicado correctamente la infección ahora es generalmente un falso positivo . La confusión de la probabilidad posterior de infección con la probabilidad previa de recibir un falso positivo es un error natural después de recibir un resultado de prueba que pone en peligro la vida.